# Чёрное (Уренский район)
 Чёрное — село в составе Минеевского сельсовета в Уренском районе Нижегородской области.

## География
Находится у реки Чёрная на расстоянии примерно 18 километров по прямой на запад-юго-запад от районного центра города Урень.

## История
Село основано после 1661 года переселенцами из-под Варнваино. В 1846 году учтено как совместное владение сестер Авдотьи Демидовой, Аграфены Дурново, Марьи Глушковой, а также генеральши Марьи Алексеевой. Название по местной речке. Богословская церковь построена во второй половине XIX века. В советское время работал колхоз «Новый крестьянин». В 1856 году учтено 28 хозяйств и 191 житель. В 1978 году еще было 44 хозяйства и 87 жителей.

## Население
Постоянное население  составляло 18 человек (русские 100%) в 2002 году, 4 в 2010 .